# El pobre Valbuena
El pobre Valbuena es un sainete de Carlos Arniches y Enrique García Álvarez, en un acto dividido en tres cuadros, estrenado como zarzuela con música de Tomás López Torregrosa y Quinito Valverde en el Teatro Apolo de Madrid el 1 de julio de 1904.

## Argumento

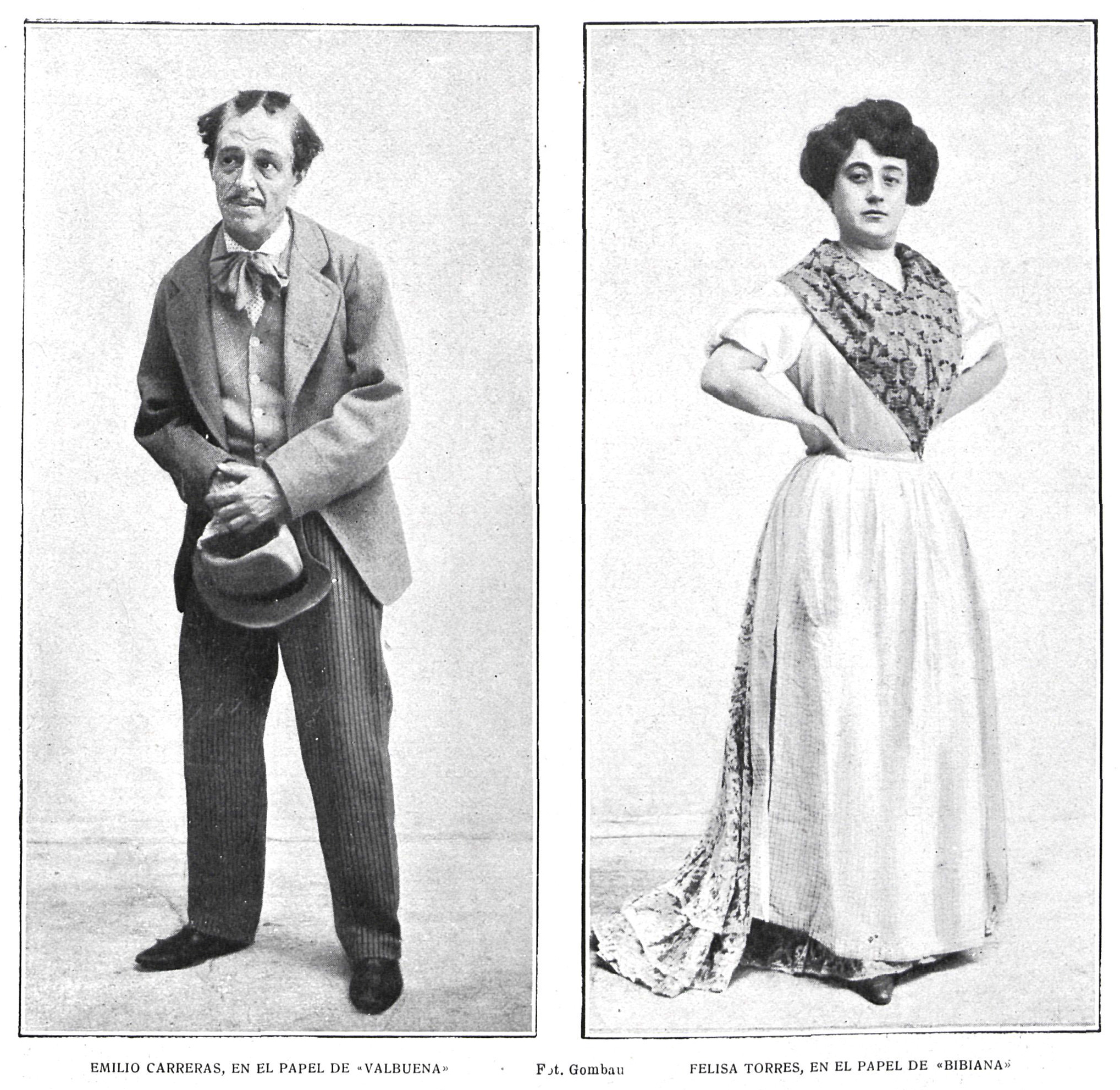
Emilio Carreras como Valbuena y Felisa Torres como Bibiana.

Valbuena es un personaje apocado y tímido ante las mujeres. Frente a él, Salustiano ha ganado buena fama de conquistador que seduce a una tras otra. A Valbuena solo le queda el recurso de fingir estar accidentado para atraer la atención femenina.

## Números musicales
- Acto único

- Preludio y Seguidillas: "La del pañuelito blanco"

- Cuarteto - Polka japonesa: "Japonesa si si"

- Habanera del Pompón: "Pompon usa la tropa"

- Escena y Pasacalle madrileño: "¿Quien quiere claveles?"

- Final de la obra (Orquesta)

## Reparto
- Paca: Joaquina Pino
- Ludgarda: Pilar Vidal
- Valbuena: Emilio Carreras
- Salustiano (tenor): José Mesejo
- Pepe: Miguel Mihura Álvarez.
- Bibiana: Felisa Torres.

## Adaptación cinematográfica
Dos versiones, una de 1910 y otra dirigida en 1923 por José Buchs, con el siguiente reparto: Antonio Gil Varela, Ana María Ruiz de Leyva, Carmen Andrés, María Anaya, Celso Lucio y José Montenegro.. 